# Jelena Grigorjewna Lapuga
Jelena Grigorjewna Lapuga (russisch Елена Григорьевна Лапуга, wiss. Transliteration Elena Grigor'evna Lapuga; * 17. Mai 1964 in Pawlodar) ist eine ehemalige sowjetisch-russische Eisschnellläuferin.

## Werdegang
Lapuga, die für den Sportsclub Omsk startete, wurde dreimal sowjetische Meisterin und trat erstmals in der Saison 1985/86 in Erscheinung. Dabei lief sie bei der Mehrkampfeuropameisterschaft 1986 in Geithus auf den 12. Platz und bei der Mehrkampfweltmeisterschaft 1986 in Den Haag auf den achten Rang im Kleinen Vierkampf. In der Saison 1986/87 nahm sie in Helsinki erstmals am Eisschnelllauf-Weltcup teil und erreichte dort mit dem sechsten Platz über 3000 m ihr bestes Ergebnis in dieser Rennserie. Zudem kam sie bei der Mehrkampfeuropameisterschaft 1987 in Groningen auf den sechsten Platz und bei der Mehrkampfweltmeisterschaft 1987 in West Allis auf den 12. Rang im Kleinen Vierkampf. Im Jahr 1988 belegte sie bei der Mehrkampfweltmeisterschaft 1988 in Skien den sechsten Platz im Kleinen Vierkampf und bei den Olympischen Winterspielen 1988 in Calgary den siebten Platz über 3000 m sowie jeweils den fünften Rang über 1500 m und 5000 m. In den folgenden Jahren kam sie bei der Mehrkampfweltmeisterschaft 1989 in Lake Placid auf den zehnten Platz, bei der Mehrkampfeuropameisterschaft 1989 in Berlin auf den 11. Rang und bei der Mehrkampfweltmeisterschaft 1990 in Calgary auf den 13. Platz im Kleinen Vierkampf. Bei ihrer letzten Teilnahme an Olympischen Winterspielen im Februar 1992 in Albertville belegte sie den 28. Platz über 1000 m und den 25. Rang über 1500 m. Nach der Auflösung der Sowjetunion startete die gebürtige Kasachin international bis zu ihren Karriereende im Jahr 1995 für den russischen Verband und siegte im Jahr 1993 bei den kasachischen Meisterschaften im Sprint-Mehrkampf.

## Erfolge

### Olympische Spiele
- 1988 Calgary: 5. Platz 1500 m, 5. Platz 5000 m, 7. Platz 3000 m
- 1992 Albertville: 25. Platz 1500 m, 28. Platz 1000 m

### Mehrkampf-Weltmeisterschaften
- 1986 Den Haag: 8. Platz Kleiner Vierkampf
- 1987 West Allis: 12. Platz Kleiner Vierkampf
- 1988 Skien: 6. Platz Kleiner Vierkampf
- 1989 Lake Placid: 10. Platz Kleiner Vierkampf
- 1990 Calgary: 13. Platz Kleiner Vierkampf

### Mehrkampf-Europameisterschaften
- 1986 Geithus: 12. Platz Kleiner Vierkampf
- 1987 Groningen: 6. Platz Kleiner Vierkampf
- 1989 Berlin: 11. Platz Kleiner Vierkampf

## Persönliche Bestleistungen
| Disziplin | Zeit        | Datum             | Ort     |
| --------- | ----------- | ----------------- | ------- |
| 500 m     | 42,16 s     | 25. März 1988     | Almaty  |
| 1000 m    | 1:21,00 min | 18. Januar 1992   | Almaty  |
| 1500 m    | 2:04,24 min | 13. Februar 1988  | Calgary |
| 3000 m    | 4:20,48 min | 22. Dezember 1989 | Almaty  |
| 5000 m    | 7:28,65 min | 13. Februar 1988  | Calgary |